# Danuta Pawlikowska
Danuta Bogusława Pawlikowska (ur. 24 marca 1962 w Kamiennej Górze) – polska robotnica, posłanka na Sejm PRL IX kadencji.

## Życiorys
Ukończyła Zasadniczą Szkołę Odzieżową przy Zakładach Przemysłu Odzieżowego „Intermoda” w Kamiennej Górze, w których następnie pracowała. W 1982 została zatrudniona w Zakładach Przemysłu Lniarskiego „Len” w Kamiennej Górze jako pracownik magazynowy – starsza maszynistka. Przystąpiła do Związku Socjalistycznej Młodzieży Polskiej, Ligi Kobiet Polskich oraz Niezależnego Związku Zawodowego „Włókniarz”. W latach 1985–1989 pełniła mandat posłanki na Sejm PRL IX kadencji w okręgu Jelenia Góra jako bezpartyjna. Pełniła funkcję Sekretarza Sejmu. Zasiadała w Komisji Edukacji Narodowej i Młodzieży.